# Professor Layton vs. Phoenix Wright: Ace Attorney
Professor Layton vs. Phoenix Wright: Ace Attorney (jap. レイトン教授 VS 逆転裁判, Reiton-kyōju VS Gyakuten Saiban) ist ein koproduziertes Videospiel von Capcom und Level-5, in dem die Welten der Ace-Attorney-Reihe und der Professor-Layton-Reihe aufeinandertreffen.
Das Spiel erschien in Japan am 29. November 2012, eine Veröffentlichung in Europa folgte am 28. März 2014 und in Nordamerika am 29. August 2014.

## Allgemeines
Das Spiel folgt Professor Layton, Luke Triton, Phoenix Wright und Maya Fey dabei, das Mysterium von Labyrinthia zu lösen. Dabei trifft das Gameplay der Professor-Layton-Reihe auf das Gameplay der Ace-Attorney-Reihe, wobei sich die unterschiedlichen Gameplay-Systeme abwechseln. Zwischen verschiedenen Spielabschnitten gibt es animierte Filmsequenzen zu sehen, einige Dialoge im Spielverlauf sind auch synchronisiert. Das gab es bisher nur bei Professor Layton, nicht jedoch bei Ace Attorney.
Der Gameplay-Teil der Layton-Reihe besteht daraus, die Spielwelt zu erkunden, Rätsel zu lösen und mit Figuren zu interagieren, um Hinweise auf die Lösung des großen Mysteriums des Spiels zu bekommen. Mit einer Lupe kann man dabei den Bildschirm erkunden, um Hinweismünzen zu finden, die man einlösen kann, um Hinweise auf die Lösung von Rätseln freizuschalten. Dieses Schema sowie das Fortbewegungsschema wurden bereits in Professor Layton und die Maske der Wunder eingeführt. Beim Lösen von Rätseln erhält man Pikarat, mit denen man Bonus-Inhalte freischalten kann. Je nachdem, wie schwierig ein Rätsel ist und wie oft man braucht, um die richtige Lösung zu finden, bekommt man mehr oder weniger Pikarat. Im Spiel kann man 82 Rätsel lösen.
Als Phoenix Wright ist man der Anwalt der Hexen in den Hexenprozessen. Man nimmt dabei, wie in Ace Attorney üblich, Zeugen ins Kreuzverhör, um an neue Informationen zu gelangen. Die Hauptaufgabe dabei besteht darin, Ungereimtheiten in den Aussagen zu entdecken und mit Hilfe von anderen Aussagen und Beweisen aufzudecken. Wenn man einen falschen Beweis zur falschen Zeit vorlegt, verliert man einen Angriff, wenn man drei Angriffe verloren hat, verliert man den Prozess und muss ihn von vorne beginnen. Mit den gesammelten Hinweismünzen aus dem Layton-Teil kann man jedoch auch hier Hinweise bekommen, wie man am besten weiter vorgehen soll. Neu ist außerdem, dass man manchmal mehrere Zeugen gleichzeitig verhört, die teilweise auf Aussagen anderer Zeugen reagieren. Am Ende des Prozesses bekommt man, je nachdem wie viele Angriffe noch übrig sind, mehr oder weniger Pikarat zur Freischaltung des Bonusmaterials.
Die Spielfiguren beider Spielreihen tauchen während des Spiels in die Welten des anderen Spiels ein. So müssen Phoenix Wright und Maya Fey während des Spielverlaufs Rätsel lösen, während Professor Layton gegen Ende des Spiels zum Inquisitor, und damit zum Gegenspieler von Wright im Gerichtssaal, wird. Das Spielmenü ist zwar aus den Layton-Spielen übernommen, die Töne im Menü wechseln aber, je nachdem, ob man gerade im Gerichtssaal ist, oder auf Erkundungstour durch die Stadt.

## Handlung
Eine Frau namens Sophie de Narrateur wird durch London gejagt und bittet deshalb Professor Layton um Hilfe, doch bevor er das Rätsel lösen kann, wird Sophie entführt. Professor Layton und Luke stoßen auf ein eigenartiges Buch, kurz darauf wachen sie ohne Gedächtnis in der mittelalterlichen Stadt Labyrinthia wieder auf.
Währenddessen ist der Rechtsanwalt Phoenix Wright mit seiner Assistentin Maya Fey wegen einer Geschäftsreise auch in London. Durch einen Zufall entdecken sie ebenfalls das Buch und wachen, wie schon Professor Layton und Luke, mit Gedächtnisverlust in Labyrinthia auf.
Die vier Charaktere treffen in Labyrinthia aufeinander und helfen sich gegenseitig. Während Phoenix Wright bei bizarren Hexenprozessen Angeklagte, wie auch Sophie de Narrateur, vertritt, erkundet Professor Layton die Stadt, um eine Lösung des Rätsels um Labyrinthia zu finden.

## Charaktere & Synchronisation

### Ace-Attorney-Reihe
- Phoenix Wright ist ein ausgezeichneter Rechtsanwalt, der eine Klientin vertritt, die der Hexerei angeklagt wurde.
- Maya Fey ist Wrights kecke und optimistische Assistentin, die auch angehendes Medium ist.

### Professor-Layton-Reihe
- Hershel Layton ist ein berühmter Professor für Archäologie an der Gressenheller Universität in London und Rätselliebhaber. Diese Zuneigung hat schon viele Mysterien gelöst und seinen Namen oft in Zeitungen gebracht.
- Luke Triton ist der selbsternannte Lehrling von Professor Layton und folgt ihm überall hin, um ihn bei seiner Erkundung zu unterstützen.

### Labyrinthia-Charaktere
- Sophie de Narrateur ist eine mysteriöse Frau, die von Professor Layton Hilfe ersucht und später in Labyrinthia als Hexe angeklagt wird, wobei sie Wrights Klientin wird.
- Der Schöpfer ist der finstere Herrscher von Labyrinthia. Jede Geschichte, die er schreibt, wird in Labyrinthia wahr.
- Aloysius Flamberg ist der örtliche Inquisitor. Der rothaarige Ritter in einer Eisenrüstung übernimmt die Rolle des Staatsanwaltes im Gericht und macht dabei die bekannten Gesten vieler Anwälte der Ace-Attorney-Reihe. Er ist in Labyrinthia aufgrund dieser Rolle sehr bekannt.
- Gloria ist die Großinquisitorin der Stadt und damit die Vorgesetzte von Aloysius Flamberg.

Viele andere bekannte Charaktere aus beiden Spielreihen haben im Laufe des Spiels Cameo-Auftritte.

### Synchronisation
| Charakter                                                | Deutsche Sprecher  |
| -------------------------------------------------------- | ------------------ |
| Professor Hershel Layton                                 | Mario Hassert      |
| Phoenix Wright                                           | Florian Hoffmann   |
| Luke Triton / Nora de Victoire (jung)                    | Sophia Längert     |
| Maya Fey                                                 | Julia Casper       |
| Sophie de Narrateur                                      | Cynthia Micas      |
| Der Schöpfer / Louis de Narrateur                        | Detlef Bierstedt   |
| Großinquisitorin Gloria / Grosse Hexe / Nora de Victoire | Melanie Blocksdorf |
| Inquisitor Aloysius Flamberg                             | Ilja Köster        |
| Richter / Dr. Léonard de Victoire / Wache                | Jürgen Wolters     |
| Jean Erlington                                           | Anita Hopt         |
| Bella Dorner / Sophie de Narrateur (jung)                | Charlotte Uhlig    |
| Vidian / Haubert                                         | Lutz-Michael Ranz  |
| Olivia Aldente                                           | Sonja Firker       |
| Pia Post                                                 | Franziska Hayner   |
| Räuber Hotz                                              | Klaus Lochthove    |
| Räuber Plotz                                             | Andi Krösing       |
| Miles Edgeworth                                          | Romanus Fuhrmann   |

## Soundtrack
Die Musik zu dem Spiel war eine Gemeinschaftsarbeit der beiden Komponisten Tomohito Nishiura, dem Komponisten der Professor-Layton-Reihe, und dem Newcomer Yasumasa Kitagawa. Beide arrangierten, neben dem Komponieren neuer Titel, Titel alter Spiele neu. Kitagawa arrangierte dabei die Titel des Ace-Attorney-Komponisten Masakazu Sugimori neu. Somit sind im Spiel sowohl neu-orchestrierte Titel, als auch komplett neue Titel beider Spielserien vorhanden.
Der Soundtrack wurde größtenteils positiv aufgenommen und nur kritisiert, weil die Titel beider Spielserien im Spiel so strikt getrennt seien und sich nicht genug überschneiden.
Vorbesteller in Japan bekamen mit dem Spiel fünf Musikstücke als Bonus. Der komplette Soundtrack wurde als 3-CD-Set am 10. April 2013 als Layton Kyouju VS Gyakuten Saiban Mahou Ongaku Taizen in Japan veröffentlicht. Dabei enthält die erste CD alle Titel der Professor-Layton-Serie, die zweite alle Titel der Ace-Attorney-Serie und die dritte die Musik während der animierten Filmsequenzen.

## Bonus und Extras
Im Bonus-Bereich schaltet man, wie bei anderen Spielen der Professor-Layton-Reihe auch, mit der Anzahl der verdienten Pikarat Bonusmaterial frei. Das Bonusmaterial besteht aus vier Bereichen: Der erste Bereich ist eine Fotogalerie, in der zu Fotos von Orten oder Personen im Spiel Texte zu Erklärung zu finden sind. Im zweiten Bereich kann man sich alle Filmsequenzen des Spiels nochmal anschauen, im dritten Bereich alle Musikstücke anhören und im vierten Bereich kann man sich einige Dialoge des Spiels nochmal anhören.
Weiterhin kann man im Bereich Extras durch Download von Daten aus dem Internet eine 12-teilige Geschichte erleben, die ein Jahr nach den Ereignissen des Hauptspiels spielt. Daneben wurde noch eine Spezial-Galerie hinzugefügt, in der unter anderem Konzeptzeichnungen mit Erklärung zu sehen sind.